# Octogesima adveniens
Octogesima adveniens (укр. вісімдесята річниця) — апостольський лист оголошений 14 травня 1971 року із назвою від інципіту, що Папа Павло VI звернув до кардинала Моріса Роя, президента Папської ради у справах мирян та Папської ради справедливості й миру з нагоди вісімдесятої річниці енцикліки Папи Лева XIII «Rerum novarum». Загально відомий як «Заклик до дії у вісімдесяту річницю Rerum novarum», в ній обговорюється тема забезпечення демократичних основ суспільства.
У центрі міркувань, що Павло VI виклав у своєму листі — це критична оцінка технічного, наукового та економічного прогресу. На відміну від більш прогресивно-оптимістичного ставлення його попередника Івана XXIII, Павло VI неодноразово стурбований та скептично ставиться до подій сучасності, наприклад, з огляду на швидке зростання міських агломерацій (§ 8) або посилення соціальних конфліктів через нестримну індустріалізацію (№ 9).
Розділи 8 — 21 стосуються конкретних соціальних проблем, особливо щодо ефекту посиленої урбанізації:
|  | Чи достатньо уваги приділяється влаштуванню та покращенню життя населення країни, чия нижча та часом жалюгідна економічна ситуація провокує втечу нещасних людей в умови багатолюдних околиць міста, де їх не чекає ні працевлаштування, ні житло? |

Папа Римський далі заглиблюється в низку тем, які поки що були маргіналізовані в папському соціальному вченні. Зокрема, Папа наголошує на відносному плюралізмі політичних переконань у Церкві та надає працівникам велику автономію у політичних діях у державі; однак, магістратура залишає за собою право окреслювати будь-які межі з міркувань моралі (до прикладу, аборти, геноцид, тероризм, мафія, організована злочинна організація).
|                                        | Кричуща нерівність існуює в економічному, культурному та політичному розвитку націй: хоча деякі регіони Землі сильно індустріалізовані, інші все ще перебувають на стадії лише сільського господарства; хоча деякі країни користуються процвітанням, інші борються проти голоду; хоча деякі народи мають високий рівень культури, інші - все ще займаються усуненням неписьменності. |
| — Paul VI, «Octogesima adveniens», §2. | |

Як перший лист церковної соціальної етики, «Octogesima adveniens» також обговорює проблему прискореного руйнування навколишнього середовища після індустріалізації (№ 21). Папа спирається на критику сучасних практик ризикованої природної експлуатації на основі церковного принципу визначення земних благ для всіх людей (№ 43). Павло VI таким чином, слідує принципові церковної теорії власності, викладеного у «Rerum novarum», згідно з яким кожна приватна власність підпорядковується вищому принципові загального користування, з якого ніхто не може бути виключений. На відміну від Лева XIII, Папа Павло VI повернувся до постулату, що стосується природного середовища та підкреслює відповідальність за наступні покоління (№ 47). Таким чином, «Octogesima adveniens» передбачає окремі мотиви принципу сталості довкілля.